# María Magdalena en éxtasis (Rubens)
Santa María Magdalena en éxtasis, también conocida erróneamente como La muerte de santa María Magdalena, es una pintura de gran formato de Pedro Pablo Rubens de hacia 1620. La obra forma parte de la colección del Museo de Bellas Artes de Lille.

## Presentación
Surgieron muchas leyendas piadosas sobre la vida de María Magdalena desde principios de la Edad Media. Jacobo de Vorágine incluyó una versión famosa en su Leyenda áurea. En esta historia, María Magdalena se retiró después de una vida pecaminosa a la naturaleza salvaje, donde sobrevivió décadas sin comer ni beber. Todos los días los ángeles la llevaban al Cielo donde la alimentaban con la Comunión.
Rubens fue uno de los primeros en desviarse de la descripción habitual de este episodio como una especie de Ascensión. Aquí, en cambio, María Magdalena cae a tierra en éxtasis, sostenida por dos ángeles. Una radiante luz celestial ilumina a la santa, que se reconoce por sus atributos tradicionales: una calavera y un frasco de ungüento. Detrás, se ve su primitiva morada en el páramo. El tema del cuadro encaja bien con la Contrarreforma, cuando se le dio gran importancia a la penitencia y al misticismo.
Los escritos de santa Teresa de Jesús pueden haber sido una importante fuente de inspiración para el pintor. Esta santa española era muy conocida a principios del siglo XVII y ciertamente Rubens se había familiarizado con sus obras. En ellas describió cómo en un éxtasis los ojos ya no podían ver nada, las extremidades se volvían flácidas y el cuerpo frío y pálido.

## Origen
Hacia 1619-1620, Rubens trabajó en la ahora desaparecida iglesia de los Frailes Menores en Gante. Su coro se embelleció en ese período y se hizo accesible a los laicos. Unos años más tarde, la pintura ya fue mencionada en un libro sobre la historia de la ciudad de Gante. En 1794, las tropas francesas llevaron la obra a París como botín de guerra, tras lo cual pasó al recién creado Museo de Bellas Artes de Lille.